# Femke Dekker
Femke Pauline Dekker (Leiderdorp, 11 de julio de 1979) es una deportista neerlandesa que compitió en remo.
Participó en tres Juegos Olímpicos de Verano, entre los años 2000 y 2008, obteniendo una medalla de plata en Pekín 2008, en la prueba de ocho con timonel.
Ganó seis medallas en el Campeonato Mundial de Remo entre los años 2001 y 2011, y una medalla de plata en el Campeonato Europeo de Remo de 2010.

## Palmarés internacional
| Juegos Olímpicos   | Juegos Olímpicos            | Juegos Olímpicos  | Juegos Olímpicos   |
| Año                | Lugar                       | Medalla           | Prueba             |
| ------------------ | --------------------------- | ----------------- | ------------------ |
| 2008               | Pekín (China)               | Medalla de plata  | Ocho con timonel   |
| Campeonato Mundial |                             |                   |                    |
| Año                | Lugar                       | Medalla           | Prueba             |
| 2001               | Lucerna (Suiza)             | Medalla de bronce | Cuatro sin timonel |
| 2005               | Kaizu (Japón)               | Medalla de bronce | Ocho con timonel   |
| 2009               | Poznań (Polonia)            | Medalla de oro    | Cuatro sin timonel |
| 2009               | Poznań (Polonia)            | Medalla de bronce | Ocho con timonel   |
| 2010               | Cambridge (Nueva Zelanda)   | Medalla de oro    | Cuatro sin timonel |
| 2011               | Bled (Eslovenia)            | Medalla de bronce | Cuatro sin timonel |
| Campeonato Europeo |                             |                   |                    |
| Año                | Lugar                       | Medalla           | Prueba             |
| 2010               | Montemor-o-Velho (Portugal) | Medalla de plata  | Ocho con timonel   |